# Kanyosha, Bujumbura Rural
Kanyosha är en kommun i Burundi. Den ligger i provinsen Bujumbura Rural, i den västra delen av landet, direkt sydost om Burundis största stad Bujumbura.